# 여주실격!
《여주실격!》은 매주 수요일마다 네이버 웹툰에서 연재되었던 웹툰으로 웹툰「내 ID는 강남미인」의 작가인 기맹기 작가의 작품이다.

## 등장인물
- 천리사

어렸을 때부터 연기를 해온 유명 배우로, 별명이 천사리사였다. 하지만 제야와 같은 그룹인 조조가 천리사를 속여 마약을 복용하게 만든다. 그 뒤 천리사는 약사리사라는 별명을 얻고 은퇴한다. 그러나 몇 년 후 복귀하여 전남친 오도원과 같은 드라마 메리고에 주연으로 출연한다. 메리고 첫 촬영부터 술에 의존하여 연기를 하였지만 현재는 공명인과의 불상사 이후 예전 천리사의 어머니가 해 주었던 연기 수업을 떠올려 술에 의존하지 않고 연기할 수 있게 되었다. 조조와 배 다른 남매이다.
- 오도원

잘생긴 톱스타 배우이다. 메리고의 남주인공으로 출연한다. 스폰을 했다. 천리사의 전남친이다. 리사의 폭로 기사를 막으려고 자신의 스폰을 공개한 뒤 은퇴를 선언한다.
- 제야 (이제야)

조조와 같은 아이돌 그룹 '올타임'의 멤버이다. 메리고에 서브 남주인공으로 출연하나 연기를 잘하진 않는다. 한때 천리사와 열애설이 났었다. 예전에 천리사와 같은 드라마에 출연한 적이 있다. 천리사에게서 연기레슨을 받고 연기 실력이 나아졌다. 이때부터 천리사에게 반했다. 천리사를 짝사랑 한다.
- 조조 (조종구)

제야와 같은 아이돌 그룹 ‘올타임’의 멤버. 리사에게 마약을 강요한 인물이다. 리사의 추락을 바라고 있다. 천리사와 배 다른 남매이다.
- 마하경

메리고에 서브 여주인공으로 출연하는 배우이다. 메리고를 마지막 작품으로 은퇴하려 한다. 은퇴 후에는 돈많은 남자와 결혼하려는 돈에 대한 대단한 집착을 보인다. 말을 생각하지 않고 내뱉는다. 자기 마음대로 행동을 한다. 천리사에게 메리고 여주를 빼앗겼다고 생각해 천리사를 싫어한다. 하지만 끝내 천리사를 인정하고 연기실력이 나날이 좋아지고 있다.
- 공명인

드라마 메리고의 감독이다. 유독 천리사에게 차갑게 대한다. 고등학생 때부터 천수국과 친구였다.
- 예여명 (조용구)

미국까지 진출한 실력파 배우이다. 조조,천리사의 아버지이다. 과거 천수국에게 성범죄를 저질러 천리사를 낳았다. 하지만 천리사가 이 사실을 폭로하여 큰 논란이 생겼다.
- 천수국

천리사의 어머니이다.매우 아름다운 외모를 가지고 있다. 리사를 세계적인 배우로 만들려 노력했지만, 빗길에 운전을 하다 교통사고로 사망했다.
- 오희연

오도원의 여동생.

## 같이 보기
- 네이버 웹툰
- 웹툰